# Liste der Monuments historiques in Rohan
Die Liste der Monuments historiques in Rohan führt die Monuments historiques in der französischen Gemeinde Rohan auf.

## Liste der Bauwerke
| Bezeichnung                          | Beschreibung | Standort                | Kennzeichnung | Schutzstatus | Datum | Bild           |
| ------------------------------------ | ------------ | ----------------------- | ------------- | ------------ | ----- | -------------- |
| Kapelle Notre-Dame-de-Bonne-Encontre |              | Le Point du Jour (Lage) | PA00091646    | Classé       | 1922  | weitere Bilder |

## Liste der Objekte
- Monuments historiques (Objekte) in Rohan in der Base Palissy des französischen Kultusministerium